# Lisičina Gorica
Lisičina Gorica is een plaats in de gemeente Bosiljevo in de Kroatische provincie Karlovac. De plaats telt 8 inwoners (2001).